# 柏原山
柏原山（かしわらやま）は兵庫県の淡路島南東部、諭鶴羽山地東部にある標高568.9mの山である。洲本市千草丙に位置する。諭鶴羽山、先山とともに「淡路三山」の一峰。

## 概要
洲本市内の最高峰であり淡路島では2番目の高さを持つ。四国から紀伊半島、瀬戸内海が見渡せ、晴れていれば神戸・大阪の街並みまで望むことができる。頂上そばに車道が通じ、急勾配ではあるが登山道もよく整備されている。
また夜空がきれいで天体観測にも向いており、1990年（平成2年）には環境庁（現環境省）主催の全国星空コンテスト・写真測定部門で第2位に選ばれている。

## 施設
瀧水寺 - 頂上東側

## アクセス
柏原林道が洲本市千草から洲本市由良まで頂上東側を通っているため、どちらからでも上れる。
- 兵庫県道481号相川下清水線、洲本市千草己から南へ上る。（アスファルト舗装）
- 兵庫県道76号洲本灘賀集線、洲本市由良から西へ上る。（コンクリート舗装）